# Casa de Luxemburg

Armes de la Casa de Luxemburg: faixat d'argent i atzur de deu peces, un lleó de gules, amb la cua bifurcada, lampassat, armat i coronat d'or.

La Casa de Luxemburg va ser una nissaga noble medieval fundada el segle x per Sigifred de Luxemburg, membre cadet de la dinastia Ardennes-Verdun que és considerat el primer Comte de Luxemburg. Els Luxemburg van governar el comtat durant segles, i el 1308  Enric de Luxemburg va ser escollit com a rei d'Alemanya i emperador del Sacre Imperi.

## La branca sènior
Aquesta branca va accedir al Sacre Imperi Romanogermànic amb Enric VII de Luxemburg, i va donar quatre emperadors :
- Enric VII de 1308 a 1312
- Carles IV de 1355 a 1378, net
- Venceslau I de 1378 a 1400, fill
- Segimon I de 1411 a 1437, germà

La branca imperial es va extingir amb la mort de l'emperador Segimon, i van ser succeïts a la corona imperial pels Habsburg. Joan el Cec, fill d'Enric VII i pare de Carles IV es va casar amb l'hereva de Bohèmia i els seus descendents foren reis de Bohèmia. Elisabet de Görlitz, la darrera representant d'aquesta branca, va morir el 1451 després d'haver venut el ducat de Luxemburg el 1444 a Felip III el Bo, duc de Borgonya.

## Branca júnior
```
Walerà III
 (1170 -1226), duc de Limburg i comte de Luxemburg
X 1) Cunegunda de Lorena 
X 2) 
Ermesinda de Luxemburg
, comtessa de Luxemburg
│
├2> 
Enric V el Ros
 (mort el 1271), comte de Luxemburg 
│ X Margarida de Bar (1220 -1275)
│ │
│ ├─> 
Enric VI
 (1250 -1288), comte de Luxemburg
│ │ X Beatriu d'Avesnes (morta el 1321)
│ │ │
│ │ ├─> 
Enric VII
 (1274 -1313), comte de Luxemburg, emperador
│ │ │ X 
Margarida de Brabant
 (1276 -1311)
│ │ │ │
│ │ │ ├─> 
Joan I el Cec
 (1296 -1346), comte de Luxemburg i 
rei de Bohèmia

│ │ │ │ X 1) 
Elisabet I de Bohèmia
 (1292-1330)
│ │ │ │ X 2) Beatriu de Bourbon (1320-1383)
│ │ │ │ │
│ │ │ │ ├1> 
Margarida de Luxemburg
 (1313-1341), casada el 1328 amb 
Enric II
 (1304 - 1339), 
duc de Baixa Baviera 

│ │ │ │ │
│ │ │ │ ├1> 
Bona
 (1315 - 1349), casada el 1332 amb 
Joan II el Bo
 (1319 - 1364), rei de França
│ │ │ │ │
│ │ │ │ ├1> 
Carles IV
 (1316 - 1378), rei de Bohèmia i emperador 
│ │ │ │ │ X 1) 1329 
Blanca de Valois
 (1316 - 1348)
│ │ │ │ │ X 2) 1349 
Anna de Baviera
 (1329 - 1353)
│ │ │ │ │ X 3) 1353 
Anna de Świdnica
 (1339 - 1362)
│ │ │ │ │ X 4) 1363 
Elisabet de Pomerània
 (1345 - 1392)
│ │ │ │ │ │
│ │ │ │ │ ├1> Margarida (1335 - 1349)
│ │ │ │ │ │ X 1338 
Lluís I d'Hongria
 (1326 - 1382)
│ │ │ │ │ │
│ │ │ │ │ ├1> Caterina (1342 - 1386/95)
│ │ │ │ │ │ X 1) 1356 
Rodolf IV d'Àustria
 (1339 - 1365)
│ │ │ │ │ │ X 2) 1366 Otó V de Baviera (1347 - 1379)
│ │ │ │ │ │
│ │ │ │ │ ├2> Wenceslau (1350 - 1351)
│ │ │ │ │ │
│ │ │ │ │ ├3> Elisabeth (1358 - 1373)
│ │ │ │ │ │ X 1366 Albert III d'Àustria (*1349 - 1395)
│ │ │ │ │ │
│ │ │ │ │ ├3> 
Venceslau de Luxemburg
 (1361 - 1419), rei de Bohèmia, emperador i duc de Luxemburg
│ │ │ │ │ │ X 1) 1370 Joana de Baviera (1356 - 1386)
│ │ │ │ │ │ X 2) 1389 Sofia de Baviera -Munich (1376 - 1425)
│ │ │ │ │ │
│ │ │ │ │ ├4> Anna (1366 -1394), esposa de 
Ricard II d'Anglaterra

│ │ │ │ │ │
│ │ │ │ │ ├4> 
Segimon I 
 (1368 -1437) emperador alemany, rei de Bohèmia i d'Hongria, marcgravi de Brandenburg 
│ │ │ │ │ │ X 1) 1385 
Maria I d'Hongria
 (1392)
│ │ │ │ │ │ X 2) 1408 
Bàrbara de Cilli
 (morta el 1451)
│ │ │ │ │ │ │
│ │ │ │ │ │ └2>
Elisabet de Luxemburg
 (1409 -1442)
│ │ │ │ │ │ X 1422 
Albert II d'Habsburg
, emperador, arxiduc d'Àustria, rei de Bohèmia i d'Hongria
│ │ │ │ │ │
│ │ │ │ │ ├4> 
Joan
 (1370 -1396), duc de Goerlitz
│ │ │ │ │ │ X 1388 Caterina de Mecklemburg-Schwerin
│ │ │ │ │ │ │
│ │ │ │ │ │ └─> 
Elisabet de Görlitz
 (1390 - 1451), duquessa de Luxemburg
│ │ │ │ │ │ X 1) 1409 
Antoni de Borgonya
 (1384 - 1415), duc de Brabant i de Limburg 
│ │ │ │ │ │ X 2) 
Joan III de Baviera 
 (1376 - 1425), comte d' Holanda i d'Hainaut
│ │ │ │ │ │
│ │ │ │ │ ├4> Carles (1372 - 1373)
│ │ │ │ │ │
│ │ │ │ │ ├4> Margarida (1373 - 1410)
│ │ │ │ │ │ X Joan III, burggravi de Nuremberg
│ │ │ │ │ │
│ │ │ │ │ └4> Enric (1377 - 1378)
│ │ │ │ │
│ │ │ │ ├1> Ottokar (1318 - 1320)
│ │ │ │ │
│ │ │ │ ├1> 
Joan-Enric
 (1322 - 1375), comte de Tirol
│ │ │ │ │ X 1) 1330 Margarida, comtessa de Tirol (1318 - 1369)
│ │ │ │ │ X 2) 1350 Margarida de Troppau (1330 - 1363)
│ │ │ │ │ X 3) 1364 Margarida d'Àustria (1346 - 1366)
│ │ │ │ │ X 4) 1366 Elisabet d'Öttingen (morta el 1409)
│ │ │ │ │ │
│ │ │ │ │ ├2> 
Jobst
 (1351 - 1411), marcgravi de Moràvia i de Brandenburg, duc de Luxemburg
│ │ │ │ │ │ X 1372 Elisabet d'Opole (1360 - 1411)
│ │ │ │ │ │
│ │ │ │ │ ├2> Caterina (1353 - 1378)
│ │ │ │ │ │ X 1372 Enric (mort el 1382) duc de Falkenberg 
│ │ │ │ │ │
│ │ │ │ │ ├2> Procopi (1354 - 1405), marcgravi de Moràvia
│ │ │ │ │ │
│ │ │ │ │ ├2> Joan Sobieslav (1356 - 1394), marcgravi de Moràvia 
│ │ │ │ │ │
│ │ │ │ │ ├2> Elisabet (morta el 1400)
│ │ │ │ │ │ X 1366 Guillem I (mort el 1407), marcgravi de 
Misnie

│ │ │ │ │ │
│ │ │ │ │ └2> Anna (morta el 1405)
│ │ │ │ │ X Pere de Sternberka (mort el 1397) 
│ │ │ │ │
│ │ │ │ ├1> Anna (1320 - 1338)
│ │ │ │ │ X Otó d'Habsburg (1301 - 1339), duc d'Àustria i d'
Estíria

│ │ │ │ │
│ │ │ │ ├1> Elisabet (1323 - 1324)
│ │ │ │ │
│ │ │ │ └2> 
Wenceslau I
 (1337 - 1383), duc de Luxemburg, de 
Brabant i de Limburg

│ │ │ │ X Joana de Brabant (1322 - 1406)
│ │ │ │
│ │ │ ├─> 
Maria
 (1304 - 1324)
│ │ │ │ X 1322 
Carles IV
 (1295 - 1328), rei de França
│ │ │ │
│ │ │ └─> Beatriu (1305 - 1319)
│ │ │ X 1318 
Carles Robert
 (1288 - 1342), rei d'Hongria
│ │ │
│ │ ├─> Walerà (mort el 1311), senyor de 
Dourlers
, de 
Thirimont
 i de 
Consorre

│ │ │
│ │ ├─> Felicitat (morta el 1336)
│ │ │ X Joan Tristà (mort el 1309), comte de 
Lovaina

│ │ │
│ │ ├─> 
Balduí
 (1285 -1354), 
arquebisbe de Trèveris

│ │ │
│ │ └─> Margarida (morta el 1336), monja a Lille i després a Marienthal
│ │
│ ├─> 
Walerà I
 (mort el 1288), 
Senyor de Ligny

│ │ X Joana de Beaurevoir
│ │ │
│ │ ├─> 
Walerà II
 (1275 - 1354) senyor de Ligny, de Roussy i de Beauvoir
│ │ │ X Guyota (1275 - 1338), castellana de Lille
│ │ │ │
│ │ │ ├─> 
Joan I
 (1300 - 1364) senyor de Ligny, de Roussy i de Beauvoir
│ │ │ │ X 1) 
1330
 Alix de Dampierre-Flandes (1322 - 1346)
│ │ │ │ X 2) Joana Bacon
│ │ │ │ │
│ │ │ │ ├1> 
Guy
 (1340 - 1371) senyor després comte de Ligny, senyor de Roussy i de Beauvoir
│ │ │ │ │ X 1354 Mafalda de Châtillon (1335 - 1378), comtessa de Saint-Pol
│ │ │ │ │ │
│ │ │ │ │ ├─> 
Walerà III
 (1356 - 1415), comte de Ligny i de Saint-Pol.
│ │ │ │ │ │ X 1) 1380 Maud d'Holanda (morta el 1392)
│ │ │ │ │ │ X 2) 1393 Bona de Bar (morta el 1400)
│ │ │ │ │ │ │
│ │ │ │ │ │ └1> Joana (morta el 1407)
│ │ │ │ │ │ X 
Antoni de Borgonya
 (1384 - 1415), 
duc de Brabant i de Limburg

│ │ │ │ │ │
│ │ │ │ │ ├─> 
Pere
 (1369 - 1387), 
bisbe de Metz
 i cardenal (beatificat)
│ │ │ │ │ │
│ │ │ │ │ ├─> Joan (1370 - 1397), senyor de Beauvoir
│ │ │ │ │ │ X Margarida d'Enghien, comtessa de Brienne i de Conversano 
│ │ │ │ │ │ │
│ │ │ │ │ │ ├─> 
Pere I
 (1390 - 1433), comte de Saint-Pol
│ │ │ │ │ │ │ X Margarida dels Baus (1394 - 1469)
│ │ │ │ │ │ │ │
│ │ │ │ │ │ │ ├─> Jacquelina (1415 - 1472)
│ │ │ │ │ │ │ │ X 1) 1433 amb 
Joan de Lancaster
 (mort el 1435), duc de Bedford
│ │ │ │ │ │ │ │ X 2) 1435 Ricard Woodville, comte de Rivers
│ │ │ │ │ │ │ │ │
│ │ │ │ │ │ │ │ └2> 
Elisabet Woodville

│ │ │ │ │ │ │ │ X 
Eduard IV d'Anglaterra

│ │ │ │ │ │ │ │
│ │ │ │ │ │ │ ├─> 
Lluís de Luxemburg
 (1418 - 1475), comte de Saint-Pol, de Brienne, de Ligny, de Guisa i de Conversano
│ │ │ │ │ │ │ │ X 1) 1435 
Joana de Bar
 (1415 - 1462), comtessa de Marle i de 
de Soissons

│ │ │ │ │ │ │ │ X 2) 1466 Maria de Savoia (1448 - 1475)
│ │ │ │ │ │ │ │ │
│ │ │ │ │ │ │ │ ├1> Joan (mort el 1476), comte de Marle i de Soissons
│ │ │ │ │ │ │ │ │
│ │ │ │ │ │ │ │ ├1> 
Pere II
 (mort el 1482), comte de Saint-Pol, de Soissons i de Marle
│ │ │ │ │ │ │ │ │
│ │ │ │ │ │ │ │ ├1> Carles (1447 - 1509), 
arquebisbe de Laon

│ │ │ │ │ │ │ │ │
│ │ │ │ │ │ │ │ ├1> Antoni (mort el 1519), comte de Roussy, de Brienne i després 
de Ligny

│ │ │ │ │ │ │ │ │
│ │ │ │ │ │ │ │ ├1> Jacquelina (morta el 1511)
│ │ │ │ │ │ │ │ │ X 1455 amb Felip de Croy (mort el 1511), comte de Porcien 
│ │ │ │ │ │ │ │ │
│ │ │ │ │ │ │ │ ├1> Elena (morta el 1488)
│ │ │ │ │ │ │ │ │ X 1466 Joan de Savoia (morta el 1491), baró de Faucigny
│ │ │ │ │ │ │ │ │
│ │ │ │ │ │ │ │ ├2> Lluís (mort el 1503), duc d'Àndria 
│ │ │ │ │ │ │ │ │
│ │ │ │ │ │ │ │ ├2> Joana, monja a Gant
│ │ │ │ │ │ │ │ │
│ │ │ │ │ │ │ │ └2> Filipa, abbadessa a Moncel el 1475 
│ │ │ │ │ │ │ │
│ │ │ │ │ │ │ ├─> Tibald (mort el 1477), senyor de Fiennes i comte de Brienne
│ │ │ │ │ │ │ │ X 1441 Felip de Melun (mort el 1456)
│ │ │ │ │ │ │ │ │
│ │ │ │ │ │ │ │ └─> 
Senyors de Fiennes

│ │ │ │ │ │ │ │
│ │ │ │ │ │ │ ├─> Jaume (mort el 1487), senyor de Richeburg
│ │ │ │ │ │ │ │
│ │ │ │ │ │ │ ├─> Walerà, mort jove
│ │ │ │ │ │ │ │
│ │ │ │ │ │ │ ├─> Joan
│ │ │ │ │ │ │ │
│ │ │ │ │ │ │ ├─> Caterina (morta el 1492)
│ │ │ │ │ │ │ │ X 1445 
Artur III de Bretanya
 (1393 -1458), 
duc de Bretanya

│ │ │ │ │ │ │ │
│ │ │ │ │ │ │ ├─> Felipa, abadessa de Saint-Maixent
│ │ │ │ │ │ │ │
│ │ │ │ │ │ │ └─> Isabel (morta el 1472)
│ │ │ │ │ │ │ X 1443 
Carles IV d'Anjou
 (1414 - 1472), 
comte del Maine

│ │ │ │ │ │ │
│ │ │ │ │ │ ├─> 
Lluís
 (mort el 1443), cardenal, 
arcquebisbe de Rouen

│ │ │ │ │ │ │
│ │ │ │ │ │ ├─> 
Joan II
 (1392 - 1441), comte de Ligny i 
de Guisa

│ │ │ │ │ │ │ X Joana de Béthune (+1449)
│ │ │ │ │ │ │
│ │ │ │ │ │ ├─> Caterina, citada el 1393
│ │ │ │ │ │ │
│ │ │ │ │ │ └─> Joana (morta el 1420)
│ │ │ │ │ │ X 1) Lluís de Ghistelles (mort el 1415)
│ │ │ │ │ │ X 2) Joan (mort el 1484), vescomte de Melun, burggravi de Gant
│ │ │ │ │ │
│ │ │ │ │ ├─> Andreu (mort el 1396), 
bisbe de Cambrai

│ │ │ │ │ │
│ │ │ │ │ ├─> Maria
│ │ │ │ │ │ X 1) Joan de Condé (mort el 1391)
│ │ │ │ │ │ X 2) Simó, comte de Salm (mort el 1397)
│ │ │ │ │ │
│ │ │ │ │ └─> Joana (morta el 1430)
│ │ │ │ │
│ │ │ │ ├1> Joan (mort el 1360), senyor de Roussy
│ │ │ │ │
│ │ │ │ ├1> 
Joan
 (1342 -1373), 
arquebisbe de Magúncia
 (1371-1373)
│ │ │ │ │
│ │ │ │ ├1> Enric (1344 - 1366) canonge a Colònia i Cambrai
│ │ │ │ │
│ │ │ │ ├1> Walerà, citat el 1347
│ │ │ │ │
│ │ │ │ ├1> Jaume
│ │ │ │ │
│ │ │ │ ├1> Joana (morta el 1392), comtessa de 
Faucquenberghe

│ │ │ │ │ X 1) 
Guiu de Châtillon
 (mort el 1360), 
comte de Saint-Pol

│ │ │ │ │ X 2) Guiu VIII (mort el 1427), baró de La Rochefoucauld
│ │ │ │ │
│ │ │ │ ├1> Maria (morta el 1376/1382)
│ │ │ │ │ X 
Enric V de Vaudémont
 (1327 -1365), 
senyor de Joinville
, 
comte de Vaudémont

│ │ │ │ │
│ │ │ │ ├1> Felipota (morta el 1359)
│ │ │ │ │ X Raül, senyor de Reineval
│ │ │ │ │
│ │ │ │ └1> Caterina (morta el 1366)
│ │ │ │ X Daniel d'Halewyn (mort el 1365)
│ │ │ │
│ │ │ ├─> Walerà
│ │ │ │
│ │ │ ├─> Jaume
│ │ │ │
│ │ │ └─> Caterina
│ │ │
│ │ ├─> Maria (morta el 1337), casada amb Joan de Ghistelles (mort el 1346 a Crécy)
│ │ │
│ │ ├─> Enric (mort el 1303)
│ │ │
│ │ ├─> Margarida, monja
│ │ │
│ │ ├─> Felipota
│ │ │
│ │ └─> Elisabet
│ │
│ ├─> Felipa (1252 - 1311)
│ │ X 
Joan I d'Avesnes
 (1247 - 1304), 
comte d'Hainaut
 i d'
Holanda

│ │
│ ├─> Margarida
│ │
│ ├─> Joana (morta el 1310), abadessa de 
Clairefontaine

│ │
│ └─> Isabel (1247 - 1298)
│ X 
Guiu de Dampierre
 (1225 - 1304), 
comte de Namur
 i 
de Flandes

│
├2> 
Caterina de Limburg
 (1215 - 1255)
│ X 
Mateu II de Lorena

│
└2> Gerard (mort el 1276), comte de 
Durbuy
```